# Клець Іван Тарасович
Клець Іван Тарасович (нар. 3 січня 1947, с. Лісове, Маневицький район, Волинська область) — живописець, заслужений художник України (2009), член Спілки художників України (1978). 1976 року закінчив Київський художній інститут. Проживає у Чернівцях. Працює в галузі станкового малярства, у жанрі тематичної композиції, портрету та пейзажу. Учасник всеукраїнських, всесоюзних і закордонних виставок. Мав персональні виставки у Чернівцях (1978, 2007).
Твори митця: «Парламентарі», «Травень 1945», «Ветерани праці», «Фундатори колгоспу», «Святковий день»…